# International Hockey Federation

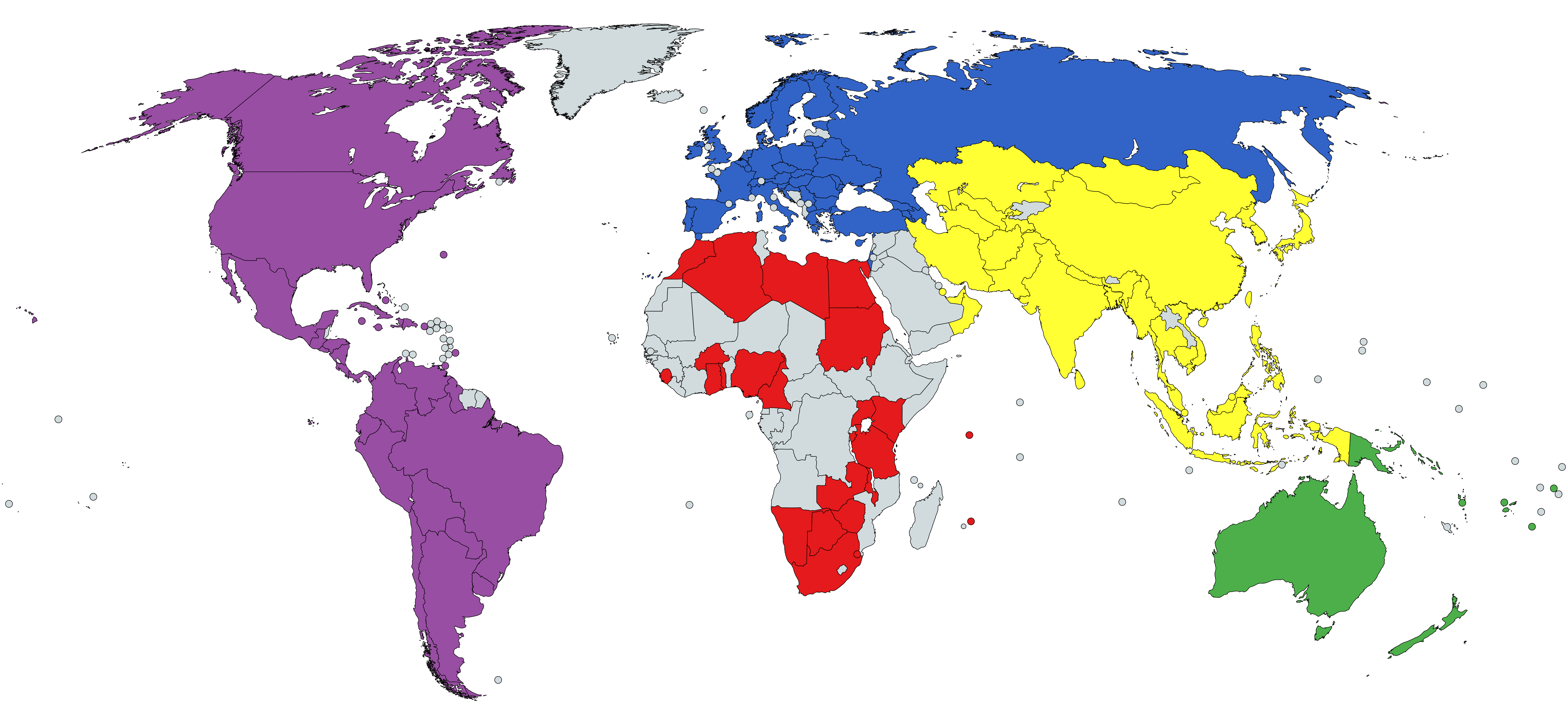
Membri

L'International Hockey Federation (Fédération Internationale de Hockey sur Gazon, o FIH, letteralmente Federazione internazionale di hockey) è il massimo organismo di governo mondiale per lo sport dell'hockey su prato, conosciuto semplicemente come hockey in molti paesi.
La FIH fu fondata il 7 gennaio 1924 a Parigi da Paul Léautey, che ne divenne il primo presidente, in risposta all'omissione dell'hockey dal programma dei Giochi della VIII Olimpiade del 1924. I sette membri fondatori furono Austria, Belgio, Cecoslovacchia, Francia, Ungheria, Spagna e Svizzera. Alla FIH si aggiunsero presto altri membri e assunse un riconoscimento internazionale. Nel 1982 la FIH si fuse con la IFWHA (International Federation of Women's Hockey Associations), che era stata fondata nel 1927 da Australia, Danimarca, Inghilterra, Irlanda, Scozia, Sudafrica, Stati Uniti e Galles.
La federazione ha base a Losanna dal 2005, dopo essersi spostata da Bruxelles.

## Membri
La FIH è formata da 5 associazioni continentali e 127 membri, in cooperazione per promuovere e sviluppare lo sport.
| Africa           | Africa                | Africa              | Africa            | Africa             |
| ---------------- | --------------------- | ------------------- | ----------------- | ------------------ |
| Botswana         | Egitto                | Ghana               | Kenya             | Libia              |
| Malawi           | Marocco               | Namibia             | Nigeria           | Seychelles         |
| Sud Africa       | Sudan                 | Tanzania            | Togo              | Uganda             |
| Zambia           | Zimbabwe              |                     |                   |                    |
| Asia             |                       |                     |                   |                    |
| Afghanistan      | Bangladesh            | Brunei              | Cambogia          | Cina               |
| Corea del Nord   | Corea del Sud         | Emirati Arabi Uniti | Giappone          | Hong Kong          |
| India            | Indonesia             | Iran                | Kazakistan        | Macau              |
| Malaysia         | Mongolia              | Myanmar             | Nepal             | Oman               |
| Pakistan         | Filippine             | Qatar               | Singapore         | Sri Lanka          |
| Tagikistan       | Taipei                | Thailandia          | Turkmenistan      | Uzbekistan         |
| Europa           |                       |                     |                   |                    |
| Armenia          | Austria               | Azerbaijan          | Belgio            | Bielorussia        |
| Bulgaria         | Cipro                 | Croazia             | Danimarca         | Estonia            |
| Finlandia        | Francia               | Galles              | Georgia           | Germania           |
| Gibilterra       | Gran Bretagna         | Grecia              | Inghilterra       | Irlanda            |
| Israele          | Italia                | Lettonia            | Lituania          | Lussemburgo        |
| Macedonia        | Malta                 | Moldavia            | Norvegia          | Paesi Bassi        |
| Polonia          | Portogallo            | Repubblica Ceca     | Romania           | Russia             |
| Scozia           | Serbia                | Slovacchia          | Slovenia          | Spagna             |
| Svezia           | Svizzera              | Turchia             | Ucraina           | Ungheria           |
| Oceania          |                       |                     |                   |                    |
| Australia        | Figi                  | Isole Salomone      | Nuova Zelanda     | Papua Nuova Guinea |
| Samoa            | Samoa Americane       | Tonga               | Vanuatu           |                    |
| Pan America      |                       |                     |                   |                    |
| Antille Olandesi | Argentina             | Bahamas             | Barbados          | Bermuda            |
| Brasile          | Canada                | Cile                | Costa Rica        | Cuba               |
| Ecuador          | El Salvador           | Giamaica            | Guatemala         | Guyana             |
| Isole Cayman     | Messico               | Panama              | Paraguay          | Peru               |
| Puerto Rico      | Repubblica Dominicana | Stati Uniti         | Trinidad & Tobago | Uruguay            |
| Venezuela        |                       |                     |                   |                    |

## Competizioni
La FIH organizza le maggiori competizioni internazionali di hockey su prato.
- Giochi olimpici (insieme al Comitato Olimpico Internazionale)
- Campionato mondiale maschile e femminile
- Hockey Junior World Cup
- Champions Trophy
- Champions Challenge e Champions Challenge II
- Hockey World League
- Campionato mondiale indoor